# Eratosthenes (Oligarch)
Eratosthenes war ein Politiker im antiken Athen. Er gehörte nach dem Peloponnesischen Krieg (431–404 v. Chr.) zu den Dreißig Tyrannen, die in der Stadt vom August 404 v. Chr. bis zum März 403 v. Chr. mit Billigung und Unterstützung durch die Spartaner, die später dort auch eine Besatzungstruppe unterhielten, eine auf oligarchischen Prinzipien gegründete Schreckensherrschaft errichteten. Seine genauen Lebensdaten sind nicht bekannt.

## Aktivität in der Regierung der Vierhundert
Eratosthenes spielte – nach Angaben des berühmten Redners Lysias (* um 445 v. Chr.; † 380 v. Chr.) in seiner Gerichtsrede Gegen Eratosthenes – bereits 411 v. Chr. innerhalb der damaligen oligarchischen Regierung der Vierhundert eine führende Rolle.
Nach der Niederlage Athens gegen Sparta 404 v. Chr. war er der Darstellung von Lysias zufolge an der Seite von Kritias einer der führenden Köpfe der oligarchischen Partei und spielte bereits bei der Vorbereitung auch des oligarchischen Umsturzes von 404 v. Chr. eine aktive Rolle. 

## Amtstätigkeit in der Regierung der Dreißig Tyrannen
Als die oligarchische Regierung (die sogenannte „Herrschaft der Dreißig“) die spartanische Besatzungstruppe, die sie angefordert hatte, besolden musste und dadurch in finanzielle Nöte geriet, entwickelten deren Mitglieder Peison und sein Kollege Theognis den Plan, die zugereisten Einwohner von Athen, die sogenannten Metöken, die nicht über die vollen politischen Rechte verfügten, auszuplündern. Da diese Personen sowieso mit dem neuen Regierungssystem unzufrieden seien, sollte die Regierung dies als Vorwand benutzen, sie als politische Oppositionelle zu kriminalisieren und sie ihres Vermögens zu berauben, um die Staatskasse zu füllen. An dieser Aktion beteiligte sich auch Eratosthenes. Unter den Betroffenen war der Redner Lysias, der selbst gerade noch ins Ausland flüchten konnte. Sein Bruder Polemarchos, dessen philosophische Bemühungen von Platon geschätzt wurden, hatte weniger Glück: Er wurde von Eratosthenes verhaftet und ins Gefängnis geworfen, wo er den Schierlingsbecher trinken musste.
Die Dreißigerregierung wurde von den ins Exil getriebenen Demokraten, die u. a. auch aus Theben Unterstützung erhielten, heftig bekämpft, zuletzt auch in der Art eines Guerilla-Krieges. Nach der militärischen Niederlage bei Munychia gegen die demokratischen Truppen unter Thrasybulos, bei der u. a. die führenden Oligarchen Kritias und Charmides, beide Verwandte Platons, starben, kam es in der Stadt Athen zur Spaltung innerhalb der oligarchischen Partei in einen zahlenmäßig geringeren radikalen und in einen mehrheitlichen gemäßigten Flügel.

## Mitglied der Zehnmänner-Regierung
Die meisten der radikalen Dreißigmänner, die Vertreter einer kompromisslosen Linie, flohen in die befestigte Nachbarstadt Eleusis. Eratosthenes dagegen, den man zum kompromissbereiten Flügel der oligarchischen Gruppe zählen muss, blieb in Athen. Er wurde dort gemeinsam mit seinem Tyrannen-Kollegen Pheidon in das immer noch oligarchisch verfasste Zehnmännerkollegium, die Dekadouchoi, gewählt. Von der oligarchischen Ratsversammlung hatte diese Regierung den Auftrag, eine Aussöhnung mit der im Piräus konzentrierten demokratischen Partei zustande zu bringen. Unter Pheidon und Eratosthenes bemühte sich die Zehnmänner-Regierung jedoch auch um militärische Stärke und warb mit spartanischen Geldern eigene Truppen an, mit denen sie gegen die Volkspartei im Piräus ankämpfte. Wie der Philosoph Aristoteles in seiner Schrift "Der Staat der Athener" berichtet, wurde sie deshalb abgewählt und durch ein zweites Dekaduchen-Kollegium unter Rhinon von Paiania, der sich ernsthafter um eine Aussöhnung mit der Opposition bemühte, ersetzt.
Nach längeren Kämpfen und Verhandlungen kam zwischen der oligarchischen und der demokratischen Partei unter spartanischem Druck schließlich eine Versöhnung zustande, die neben der Wiedereinführung des demokratischen Systems auch eine Amnestie einschloss. Im Vertrauen auf diese Amnestie blieb Eratosthenes in Athen. 

## Gerichtsprozess
Der Redner Lysias klagte ihn bereits kurz nach seiner Rückkehr in die Stadt, wohl noch im Jahre 403 v. Chr., wegen des Mordes an seinem Bruder Polemarchos vor Gericht an. Eratosthenes sagte in dem Prozess aus, er hätte sich gegen die Beraubung und Ermordung der Familie des Lysias ausgesprochen, wäre jedoch mit seiner Meinung nicht durchgedrungen. Schließlich hätte er nur aus Angst vor seinen Kollegen in der Dreißigerregierung sich an der Aktion gegen die Metöken beteiligt. Ob Eratosthenes aufgrund der Anklagerede des Lysias verurteilt und hingerichtet wurde, ist nicht klar.